# サニテリウム科
サニテリウム科（学名:Sanitheriidae）とはかつて中新世前期から中新世中期にアフリカ、ヨーロッパ、アジア南部にかけて生息していた現世のイノシシ科やペッカリー科に近い科の一つ。イノシシ科やペッカリー科とは異なり、四肢と歯列の形状からイノシシ科などとよりかは肉食性に近く、走行には適していたと考えられている。

## 下位分類群
- ディアマントヒュス Diamantohyus

- サニテリウム Sanitherium